# Замкнута система (механіка)
Замкнута система — ідеалізована сукупність фізичних тіл, які не взаємодіють із зовнішнім середовищем, або дія зовнішніх сил, які діють на тіло, скомпенсована. Найчастіше фізичні задачі розглядають у замкнутих системах — для спрощення обрахунків. У замкнутій системі знаходяться тіла і діють сили лише ті, які ми беремо до уваги при розв'язуванні таких задач. Зазвичай така ідеалізація є логічною, оскільки впливом середовища на перебіг певних подій можна знехтувати, але також вона застосовується для пояснення конкретних фізичних процесів чи законів.